# Proteázou aktivovaný receptor
Proteázou aktivované receptory (PAR) jsou podrodinou skupiny receptorů spřažených s G proteiny a jsou aktivovány štěpením části jejich extracelulární domény. Vysoce se exprimují v krevních destičkách a také na endoteliálních buňkách, myocytech a neurocytech.

## Klasifikace
Existují čtyři savčí typy proteázou aktivovaných receptorů (PAR): PAR1 - kódovaný genem F2R, PAR2 - F2RL1, PAR3 - F2RL2 a PAR4 - F2RL3, všechny tyto geny mají lokus na chromozomu 5 s výjimkou PAR4, které je na chromozomu 19 . Jsou exprimovány v celém těle, ovšem jejich exprese se zásadně liší dle druhu tkáně, místa a situace.

## Objevení
PAR1 byl poprvé popsán v roce 1991 na lidských krevních destičkách jako tzv. trombinový receptor. V roce 1994 byl objeven další člen této rodiny, jeho objevitel, S. Nysted, ho pojmenoval jednoduše proteinázou aktivovaný receptor 2. Experimenty na F2R knockout myších pak vedly k objevu PAR3 a PAR4.

## Aktivace

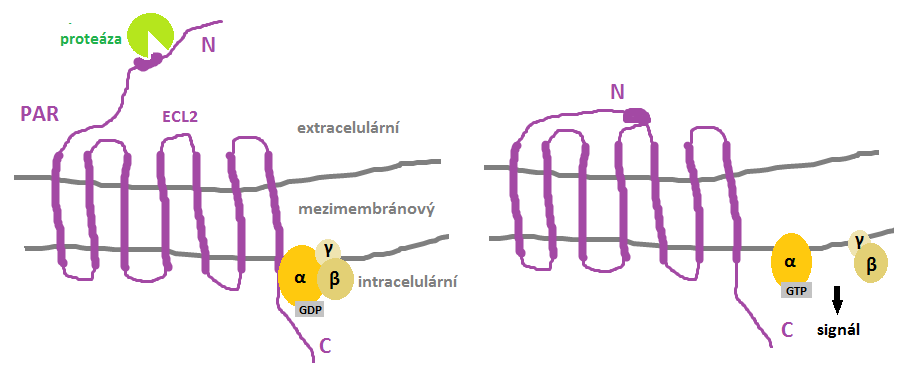
Aktivace proteázou aktivovaného receptoru spřaženého s G-proteinem

Proteázami aktivované receptory jsou integrální membránové proteiny, které jsou spřaženy s G-proteiny. Jsou aktivovány působením serinových proteáz, jako jsou trombin (působí na PAR 1, 3 a 4) a trypsin (PAR 2). Tyto enzymy štěpí N-konec receptoru, který působí jako upoutaný ligand. V rozštěpeném stavu funguje část samotného receptoru jako agonista, což způsobuje fyziologickou odpověď. Podrobněji, aktivace probíhá specifickým štěpením aminokyselinové N-terminální sekvence, tím vzniká nová N-terminální sekvence, která funguje jako uvázaný ligand a váže se na konzervovanou oblast na extracelulární smyčce 2 (ECL2) ) na PAR. Taková vazba na receptor způsobuje specifickou změnu konformace PAR a mění afinitu pro intracelulární G-protein. Molekulárním klonováním byly identifikovány čtyři typy receptorů PAR a klasifikovány podle hlavního enzymu, který je schopen je aktivovat. Bylo zjištěno, že velká skupina proteáz štěpí a aktivuje receptory PAR, patří sem například endogenní proteázy z: a) koagulační kaskády, b) zánětlivých buněk a c) trávicího traktu. Na druhé straně mohou být PAR specificky štěpeny a ireverzibilně aktivovány i exogenními proteázami pocházejícími z hmyzu, bakterií nebo rostlin a hub. Široká distribuce PAR v různých buňkách podporuje myšlenku, že jsou zapojeny do mnoha procesů souvisejících s gastrointestinální fyziologií. Ačkoli proteolýza je hlavním mechanismem pro aktivaci PAR, je dobře známo, že syntetický peptid (SLIGKV), který napodobuje novou N-koncovou sekvenci vznikající po naštěpení staré N-terminální sekvence, aktivuje receptory PAR-2 bez jeho proteolytického zpracování. V tomto smyslu zde uvádíme, že TFF3 izolovaný z lidského mateřského mléka aktivuje PAR-2 receptory střevních epiteliálních buněk HT-29. Tato zjištění naznačují, že TFF3 aktivuje střevní epiteliální buňky prostřednictvím PAR-2 spřaženého s G-proteiny a aktivně se účastní nástupu imunitního systému u kojených dětí, což indukuje produkci peptidů souvisejících s vrozenou obranyschopností, jako jsou defensiny a cytokiny.

## Funkce
Buněčné účinky trombinu jsou zprostředkovány proteázou aktivovanými receptory (PAR). Trombinová signalizace v krevních destičkách přispívá k hemostáze a trombóze. Endoteliální PAR receptory se účastní regulace vaskulárního tonu a permeability, zatímco ve vaskulárním hladkém svalstvu zprostředkovávají kontrakci, proliferaci a hypertrofii. V endoteliálních buňkách hrají PAR receptory klíčovou roli při podpoře vaskulární bariérové funkce, protože poskytují pozitivní signály pro expresy endoteliálních adhezních molekul (adhezní molekuly z imunoglobulinové superrodiny - vascular cell adhesion molecule-1 (VCAM-1), intercellular adhesion molecule-1 (ICAM-1) a E- selektin - CD62). PAR receptory přispívají k prozánětlivé reakci. Například PAR4 indukuje migraci leukocytů a PAR2 pomáhá makrofágům produkovat cytokiny, jako je interleukin-8 (IL-8). Nedávný výzkum zjistil také zapojení těchto receptorů do procesu růstu svalů a diferenciace a proliferace kostních buněk.